# British Independent Film Award du meilleur film étranger
 (janvier 2021).
Si vous disposez d'ouvrages ou d'articles de référence ou si vous connaissez des sites web de qualité traitant du thème abordé ici, merci de compléter l'article en donnant les références utiles à sa vérifiabilité et en les liant à la section « Notes et références ».
Le British Independent Film Award du meilleur film étranger (BIFA Award for Best Foreign Independent Film) est une récompense cinématographique britannique décernée par le festival de Raindance depuis 1998 au cours de la cérémonie annuelle des BIFA.

## Palmarès
De 1998 à 2002, deux catégories co-existent : les films en langue anglaise et les films en langue étrangère. À partir de 2003, les catégories sont fusionnées.

### 1998-2002
| 1998                |                                      |            |                                   |
| en langue étrangère | L'Appartement                        | France     | Gilles Mimouni                    |
| en langue étrangère | Airbag                               | Espagne    | Juanma Bajo Ulloa (en)            |
| en langue étrangère | En chair et en os                    | Espagne    | Pedro Almodóvar                   |
| en langue étrangère | Marquise                             | France     | Véra Belmont                      |
| en langue étrangère | Men with Guns                        | Canada     | Kari Skogland                     |
| en anglais          | Boogie Nights                        | États-Unis | Paul Thomas Anderson              |
| en anglais          | Broken Vessels (en)                  | États-Unis | Scott Ziehl                       |
| en anglais          | Méprise multiple                     | États-Unis | Kevin Smith                       |
| en anglais          | À la recherche du passé              | Pays-Bas   | Jeroen Krabbé                     |
| en anglais          | The Castle (en)                      | Australie  | Rob Sitch                         |
| 1999                |                                      |            |                                   |
| en langue étrangère | Tout sur ma mère                     | Espagne    | Pedro Almodóvar                   |
| en langue étrangère | Festen                               | Danemark   | Thomas Vinterberg                 |
| en langue étrangère | La vie est belle                     | Italie     | Roberto Benigni                   |
| en langue étrangère | Romance                              | France     | Catherine Breillat                |
| en langue étrangère | La Vie rêvée des anges               | France     | Érick Zonca                       |
| en anglais          | Happiness                            | États-Unis | Todd Solondz                      |
| en anglais          | Buffalo '66                          | États-Unis | Vincent Gallo                     |
| en anglais          | Praise (en)                          | États-Unis | John Curran                       |
| en anglais          | Rushmore                             | États-Unis | Wes Anderson                      |
| en anglais          | Le Projet Blair Witch                | États-Unis | Daniel Myrick and Eduardo Sánchez |
| 2000                |                                      |            |                                   |
| en langue étrangère | Kadosh                               | Israël     | Amos Gitaï                        |
| en langue étrangère | Beau Travail                         | France     | Claire Denis                      |
| en langue étrangère | L'Empereur et l'Assassin             | Chine      | Chen Kaige                        |
| en langue étrangère | Ceux qui m'aiment prendront le train | France     | Patrice Chéreau                   |
| en langue étrangère | Une liaison pornographique           | France     | Frédéric Fonteyne                 |
| en anglais          | Une histoire vraie                   | États-Unis | David Lynch                       |
| en anglais          | Les Initiés                          | États-Unis | Ben Younger                       |
| en anglais          | Chuck and Buck (en)                  | États-Unis | Miguel Arteta                     |
| en anglais          | Jesus' Son (en)                      | Canada     | Alison Maclean (en)               |
| en anglais          | Nurse Betty                          | États-Unis | Neil LaBute                       |
| 2001                |                                      |            |                                   |
| en langue étrangère | In the Mood for Love                 | Hong Kong  | Wong Kar-wai                      |
| en langue étrangère | Amours chiennes                      | Mexique    | Alejandro González Iñárritu       |
| en langue étrangère | Le Goût des autres                   | France     | Agnès Jaoui                       |
| en langue étrangère | Chansons du deuxième étage           | Suède      | Roy Andersson                     |
| en anglais          | Memento                              | États-Unis | Christopher Nolan                 |
| en anglais          | Chopper                              | Australie  | Andrew Dominik                    |
| en anglais          | Hedwig and the Angry Inch            | États-Unis | John Cameron Mitchell             |
| en anglais          | Dark Days (en) (documentaire)        | États-Unis | Marc Singer (en)                  |
| 2002                |                                      |            |                                   |
| en langue étrangère | Le Mariage des moussons              | Inde       | Mira Nair                         |
| en langue étrangère | Parle avec elle                      | Espagne    | Pedro Almodóvar                   |
| en langue étrangère | Les Neuf Reines                      | Argentine  | Fabián Bielinsky                  |
| en langue étrangère | Y tu mamá también                    | Mexique    | Alfonso Cuarón                    |
| en anglais          | Lantana                              | Australie  | Ray Lawrence                      |
| en anglais          | Ghost World                          | États-Unis | Terry Zwigoff                     |
| en anglais          | Ivans Xtc                            | États-Unis | Bernard Rose                      |
| en anglais          | Lost in La Mancha                    | États-Unis | Keith Fulton et Louis Pepe        |

### 2003–2023
| 2003                              |                         |                                      |
| La Cité de Dieu                   | Brésil                  | Fernando Meirelles                   |
| Les Triplettes de Belleville      | France                  | Sylvain Chomet                       |
| La Secrétaire                     | États-Unis              | Steven Shainberg                     |
| Le Voyage de Chihiro              | Japon                   | Hayao Miyazaki                       |
| Paï : L'Élue d'un peuple nouveau  | Nouvelle-Zélande        | Niki Caro                            |
| 2004                              |                         |                                      |
| Oldboy                            | Corée du Sud            | Park Chan-wook                       |
| Fahrenheit 9/11                   | États-Unis              | Michael Moore                        |
| Hero                              | Chine                   | Zhang Yimou                          |
| Pieces of April                   | États-Unis              | Peter Hedges                         |
| Carnets de voyage                 | Argentine               | Walter Salles                        |
| 2005                              |                         |                                      |
| La Chute                          | Allemagne               | Oliver Hirschbiegel                  |
| Broken Flowers                    | États-Unis              | Jim Jarmusch                         |
| Crash                             | États-Unis              | Paul Haggis                          |
| Secuestro express                 | Venezuela               | Jonathan Jakubowicz                  |
| The Woodsman                      | États-Unis              | Nicole Kassell                       |
| 2006                              |                         |                                      |
| Caché                             | France                  | Michael Haneke                       |
| Brick                             | États-Unis              | Rian Johnson                         |
| Hard Candy                        | États-Unis              | David Slade                          |
| De battre mon cœur s'est arrêté   | France                  | Jacques Audiard                      |
| Volver                            | Espagne                 | Pedro Almodóvar                      |
| 2007                              |                         |                                      |
| La Vie des autres                 | Allemagne               | Florian Henckel von Donnersmarck     |
| Black Book                        | Pays-Bas                | Paul Verhoeven                       |
| La Môme                           | France                  | Olivier Dahan                        |
| Once                              | Irlande                 | John Carney                          |
| Ne le dis à personne              | France                  | Guillaume Canet                      |
| 2008                              |                         |                                      |
| Valse avec Bachir                 | Israël                  | Ari Folman                           |
| Gomorra                           | Italie                  | Matteo Garrone                       |
| Il y a longtemps que je t'aime    | France                  | Philippe Claudel                     |
| Persepolis                        | France                  | Marjane Satrapi et Vincent Paronnaud |
| Le Scaphandre et le Papillon      | France                  | Julian Schnabel                      |
| 2009                              |                         |                                      |
| Morse                             | Suède                   | Tomas Alfredson                      |
| Il Divo                           | Italie                  | Paolo Sorrentino                     |
| Sin Nombre                        | Mexique                 | Cary Joji Fukunaga                   |
| Démineurs                         | États-Unis              | Kathryn Bigelow                      |
| The Wrestler                      | États-Unis              | Darren Aronofsky                     |
| 2010                              |                         |                                      |
| Un prophète                       | France                  | Jacques Audiard                      |
| Canine                            | Grèce                   | Yorgos Lanthimos                     |
| Amore                             | Italie                  | Luca Guadagnino                      |
| Dans ses yeux                     | Argentine               | Juan José Campanella                 |
| Winter's Bone                     | États-Unis              | Debra Granik                         |
| 2011                              |                         |                                      |
| Une séparation                    | Iran                    | Asghar Farhadi                       |
| Animal Kingdom                    | Australie               | David Michôd                         |
| Drive                             | États-Unis              | Nicolas Winding Refn                 |
| Pina                              | Allemagne               | Wim Wenders                          |
| La piel que habito                | Espagne                 | Pedro Almodóvar                      |
| 2012                              |                         |                                      |
| La Chasse                         | Danemark                | Thomas Vinterberg                    |
| Amour                             | Autriche                | Michael Haneke                       |
| Sugar Man                         | Suède                   | Malik Bendjelloul                    |
| De rouille et d'os                | France                  | Jacques Audiard                      |
| Les Bêtes du Sud sauvage          | États-Unis              | Benh Zeitlin                         |
| 2013                              |                         |                                      |
| La Vie d'Adèle                    | France                  | Abdellatif Kechiche                  |
| Blue Jasmine                      | États-Unis              | Woody Allen                          |
| La grande bellezza                | Italie                  | Paolo Sorrentino                     |
| Frances Ha                        | États-Unis              | Noah Baumbach                        |
| Wadjda                            | Arabie saoudite         | Haifaa al-Mansour                    |
| 2014                              |                         |                                      |
| Boyhood                           | États-Unis              | Richard Linklater                    |
| Blue Ruin                         | États-Unis              | Jeremy Saulnier                      |
| Fruitvale Station                 | États-Unis              | Ryan Coogler                         |
| Ida                               | Pologne                 | Paweł Pawlikowski                    |
| The Babadook                      | Australie               | Jennifer Kent                        |
| 2015                              |                         |                                      |
| Room                              | États-Unis              | Lenny Abrahamson                     |
| Carol                             | États-Unis              | Todd Haynes                          |
| Snow Therapy                      | Suède                   | Ruben Östlund                        |
| Bande de filles                   | France                  | Céline Sciamma                       |
| Le Fils de Saul                   | Hongrie                 | László Nemes                         |
| 2016                              |                         |                                      |
| Moonlight                         | États-Unis              | Barry Jenkins                        |
| À la poursuite de Ricky Baker     | Nouvelle-Zélande        | Taika Waititi                        |
| Manchester by the Sea             | États-Unis              | Kenneth Lonergan                     |
| Mustang                           | France/ Turquie         | Deniz Gamze Ergüven                  |
| Toni Erdmann                      | Autriche/ Allemagne     | Maren Ade                            |
| 2017                              |                         |                                      |
| Get Out                           | États-Unis              | Jordan Peele                         |
| The Florida Project               | États-Unis              | Sean Baker                           |
| I Am Not Your Negro               | États-Unis              | Raoul Peck                           |
| Faute d'amour                     | Russie                  | Andreï Zviaguintsev                  |
| The Square                        | Suède                   | Ruben Östlund                        |
| 2018                              |                         |                                      |
| Roma                              | Mexique                 | Alfonso Cuarón                       |
| Capharnaüm                        | Liban                   | Nadine Labaki                        |
| Cold War                          | Pologne                 | Paweł Pawlikowski                    |
| The Rider                         | États-Unis              | Chloé Zhao                           |
| Une affaire de famille            | Japon                   | Hirokazu Kore-eda                    |
| 2019                              |                         |                                      |
| Parasite                          | Corée du Sud            | Bong Joon-ho                         |
| Les Éternels                      | Chine                   | Jia Zhangke                          |
| Marriage Story                    | États-Unis              | Noah Baumbach                        |
| Monos                             | Colombie                | Alejandro Landes                     |
| Portrait de la jeune fille en feu | France                  | Céline Sciamma                       |
| 2020                              |                         |                                      |
| Nomadland                         | États-Unis              | Chloé Zhao                           |
| Milla                             | Australie               | Shannon Murphy                       |
| Les Misérables                    | France                  | Ladj Ly                              |
| Never Rarely Sometimes Always     | États-Unis- Royaume-Uni | Eliza Hittman                        |
| Notturno                          | Italie- Allemagne       | Gianfranco Rosi                      |